# Austrochthonius bolivianus
Austrochthonius bolivianus är en spindeldjursart som beskrevs av Beier 1930. Austrochthonius bolivianus ingår i släktet Austrochthonius och familjen käkklokrypare. Inga underarter finns listade.